# McCaslin Nunatak
McCaslin Nunatak är en nunatak i Antarktis. Den ligger i Västantarktis. Inget land gör anspråk på området. Toppen på McCaslin Nunatak är 1 094 meter över havet.
Terrängen runt McCaslin Nunatak är platt västerut, men österut är den kuperad. Terrängen runt McCaslin Nunatak sluttar norrut. Trakten är obefolkad. Det finns inga samhällen i närheten.